# クリエイティブオフィスなび
クリエイティブオフィスなび株式会社は、かつて存在した制作プロダクション企業である。

## 概要
テレビ番組・ビデオパッケージ・インターネット番組の制作を行っていた。2012年8月15日に東京地方裁判所から破産手続開始決定を受けた。同年11月1日、 破産財団をもって破産手続の費用を支弁するのに不足、本件破産手続を廃止した。

## 所属していたスタッフ
- 笠博勝（代表者兼放送作家）
- 志岐誠（プロデューサー）
- 堀田延（放送作家）
- 相澤昇（放送作家）
- 蒲田幸成（放送作家）
- 倉成理（放送作家）
- 米川榮一（放送作家）
- 川上テッペイ（放送作家）
- 齋藤崇（ディレクター）

## 制作していた番組

### 日本テレビ系列
- オシャレ30・30
- おしゃれカンケイ

### TBS系列
- さんまのからくりTV
- 深夜の星
  - ザ・メモリーハンター!
- 夜の××自慢
- ジョン万次郎
- LOVERS（TBS）
- これが世界のスーパードクター（TBS）
- オオカミ少年
- リンカーン
- R30
- 人気芸人100人大集合お笑い国盗りクイズ!!芸能界誰についてく?仁義なき派閥抗争特大スペシャル!
- メル恋
- EXH〜EXILE HOUSE〜

### フジテレビ系列
- トラッシュクイズ 早く捨ててヨ
- 大バカ・クイズ
- ヤマタノオロチ
- 鍵穴

### テレビ朝日系列
- さんまのなんでもダービー
- お茶とUN
- ウッチャンナンチャンのラブステーション
- 笑いの剣（ABC朝日放送）
- すんげー!Best10（ABC朝日放送）
- リングの魂
- ウッチャンナンチャンの炎のチャレンジャーこれができたら100万円!!
- 超次元タイムボンバー
- PUSH!（ABC朝日放送）
- 極楽とんぼのとび蹴りヴィーナス
- 極楽とんぼのとび蹴りゴッデス
- くりくりぃむ（ABC朝日放送）
- ブルブルアンタッチャブル（ABC朝日放送）
- すくいず!『電脳ヒルズ』
- アンタッチャブルのマキマキでやってみよう!!（ABC朝日放送）

### テレビ東京系列
- WACHACHAテレビ（テレビ大阪）
- 千千原原（テレビ大阪）
- リンクTV
- 大人のコンソメ
- ハゲタカウォーズ!!
- シンデレラ男
- 愛のむち
- えいせい魂　みうらじゅんのゼッタイに出る授業（BSジャパン）
- ゴッドタン

### 独立局
- 塩カルビ（テレビ神奈川）
- キャラ☆キング（「キャラ☆キング」製作委員会）
- 磁石のケータイハンター（「磁石のケータイハンター」製作委員会）